# Bill's Gamblin' Hall and Saloon
Bill's Gamblin' Hall and Saloon es un casino y hotel localizado en el famoso Las Vegas Strip en Paradise, Nevada. 

## Historia
La propiedad fue renombrada Barbary Coast Hotel and Casino el 1 de marzo de 2007, después que fue vendida a Harrah's Entertainment por Boyd Gaming Corporation en un intercambio de 24 acres al lado del proyecto Echelon Place, también propiedad de Boyd para reemplazar al viejo casino Stardust.
La propiedad está en un proceso de cambiar su nuevo nombre. Los cambios incluidos también incluye un nuevo restaurante, The Steakhouse at Bill’s, al igual que juegos/slot club, Bill's Players Club. también, el restaurante Drai’s y un nightclub que permanecerá abierto hasta marzo. La gerencia del Imperial Palace Hotel and Casino operará la propiedad con operaciones todos los días.
El nombre fue tomado del fundador de Harrah Bill Harrah.